# Équipe des États-Unis masculine de basket-ball en fauteuil roulant
Maillots
Actualités
L’Équipe des États-Unis de basket-ball en fauteuil roulant est la sélection masculine senior qui représente les États-Unis dans les compétitions majeures de basket-ball en fauteuil roulant. Cette sélection rassemble les meilleurs joueurs américains sous l’égide de la National Wheelchair Basketball Association, une organisation de USA Basketball.
L'équipe des États-Unis est qualifiée pour les Championnats mondiaux de basket-ball en fauteuil roulant et pour les jeux paralympiques.
Lors des Jeux paralympiques de Londres de 2012,  les basketteurs américains concluent le tournoi préliminaire des Jeux paralympiques avec une fiche de trois victoires et deux défaites en cinq matchs pour atteindre les quarts de finale : Le 5 septembre, les États-Unis affrontent l'Allemagne en quart-de-finale et remportent le match 57- 46. Les américains passent en demi-finale et affrontent l'Australie jeudi le 6 septembre. Dans un match serré parfois difficile pour les américains, les australiens ont gain de cause 72-63. L'Équipe des États-Unis doit se contenter d'aller dans la petite finale pour la médaille de bronze.

## Historique
L'histoire de l'équipe nationale américaine commence quelques années après la Seconde Guerre mondiale. En 1945, de nombreux militaires américains reviennent de la guerre amputés ou bien paralysés des membres inférieurs, et confinés à un fauteuil roulant pour le reste de leur vie. Ils sont dans la même tranche d'âge, et ont les mêmes problèmes d'intégration. En 1946 sont joués les premiers matchs de basketball en fauteuil roulant par des associations d'anciens vétérans de la guerre et par des clubs sportifs d’hôpitaux militaires. En 1948, on dénombre six grandes équipes aux États-Unis, toutes composées d'anciens militaires paraplégiques. Les Flying Wheels of California remportent le premier championnat de vétérans (National PVA Championship). Le deuxième Championnat PVA est remporté par les Bronx Rollers of Bronx VA Hospital en 1949. Le troisième et dernier Championnat du PVA (en 1950) est remporté par les New England Clippers de l’hôpital militaire Cushing VA de Boston. Ces compétitions attirent l'attention du public américain et d'autres personnes handicapées souhaitent dès lors pratiquer ce sport. Toutefois ce National PVA Championship n'est ouvert qu'aux seuls anciens militaires en fauteuil roulant.
Un nouveau championnat, la National Wheelchair Basketball Association(NWBA) voit le jour en 1949 et accepte tous les joueurs paraplégiques (sans distinction militaires ou civils). En 1953, la NWBA possède déjà 15 équipes et quelquefois ses équipes sont invités à représenter les États-Unis au Canada pour y disputer des matchs amicaux contre des équipes canadiennes.
En 1955, les Pan American Jets représentent les États-Unis aux Jeux internationaux de Stoke Mandeville en Angleterre. Cette équipe remporte le tournoi international. Les différentes équipes américaines représentant à tour de rôle les États-Unis demeureront invaincues pendant de nombreuses années à Stoke Mandeville. Ce n'est qu'en 1966, qu'une autre nation pourra arracher la couronne aux américains à Stoke Mandeville.
La première véritable équipe nationale américaine est constituée au printemps 1960 et se compose de joueurs sélectionnés par la National Wheelchair Basketball Association (NWBA).  En septembre 1960, cette sélection nationale part pour les premiers Jeux paralympiques de l'Histoire tenus à Rome.

## Parcours

### Aux Jeux paralympiques
Les américains sont l'équipe de basketball en fauteuil roulant la plus médaillée de l'histoire des Jeux paralympiques. L'équipe a remporté cinq médailles d’or, une médaille d’argent et trois de bronze. Les Jeux paralympiques de 2004 et 2008 se sont avérés frustrants pour l'équipe américaine en raison de la progression du talent chez les australiens et les canadiens.

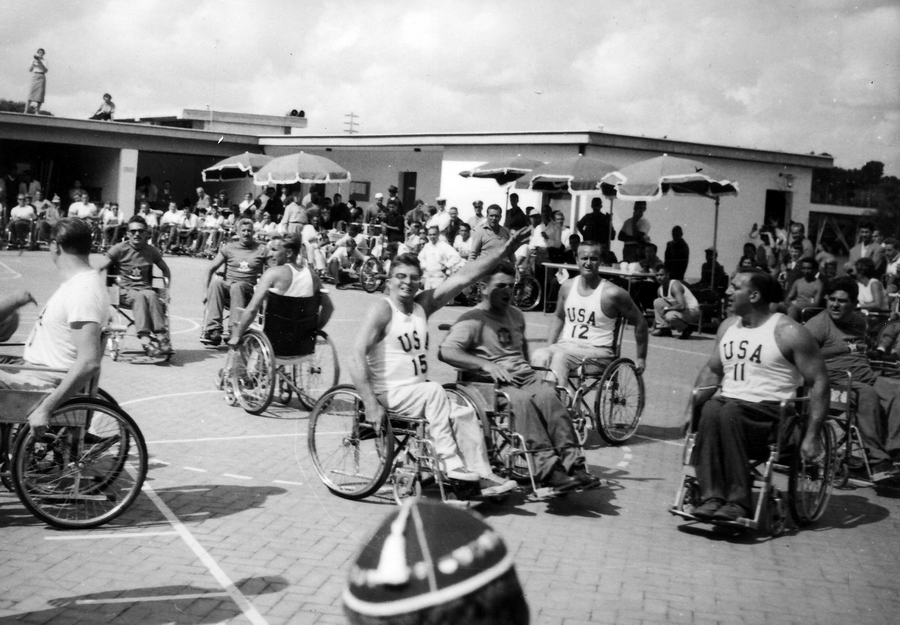
Rome 1960

- 1960 :   Médaillé d'or
- 1964 :   Médaillé d'or
- 1968 :   Médaillé d'argent
- 1972 :  Médaillé d'or
- 1976 :  Médaillé d'or
- 1980 :  Médaillé de bronze
- 1984 : 4e
- 1988 :  Médaillé d'or
- 1992 : 5e
- 1996 :  Médaillé de bronze
- 2000 :  Médaillé de bronze
- 2004 : 4e
- 2008 : 4e
- 2012 :  Médaillé de bronze
- 2016 :  Médaillé d'or
- 2020 :  Médaillé d'or
- 2024 :  Médaillée d'or à  Paris

### Aux Championnats du Monde IWBF
L'équipe a remporté trois médailles d’or consécutives à deux reprises (en 1979, 1983, 1986 et en 1994, 1998, 2002).
- 1975 :  Médaillé d'argent
- 1979 :  Médaillé d'or
- 1983 :  Médaillé d'or
- 1986 :  Médaillé d'or
- 1990 :  Médaillé d'argent
- 1994 :  Médaillé d'or
- 1998 :  Médaillé d'or
- 2002 :  Médaillé d'or
- 2006 :  Médaillé d'argent
- 2010 :  Médaillé de bronze
- 2014 :  Médaillé d'argent à  Incheon[2]
- 2018 :  Médaillé d'argent à  Hambourg
- 2022 :  Médaillé d'or à  Dubaï

### Aux Jeux parapanaméricains
L'équipe américaine s'est imposée comme championne continentale des Amériques.
- 2007 :  Médaillée d'or
- 2011 :  Médaillée d'or
- 2015 :

## Effectif actuel
Effectif lors des Jeux paralympiques d'été de 2012,
| Numéro | Nom             | Date de Naissance | Handicap | Club                      |
| ------ | --------------- | ----------------- | -------- | ------------------------- |
| 4      | Eric Barber     | 7 décembre 1970   | 1.0      | Waukesha Thunder          |
| 5      | Joseph Chambers | 10 janvier 1982   | 4.0      | Golden State              |
| 6      | Jeremy Lade-    | 6 janvier 1981    | 2.5      | Milwaukee Bucks           |
| 7      | Josha Turek     | 12 avril 1979     | 3,5      | Getafe                    |
| 8      | Trevon Jenifer  | 7 septembre 1988  | 2.5      | Bay City Erie             |
| 9      | William Waller  | 5 octobre 1973    | 3.0      | Cleveland WC Cavs         |
| 10     | Matt Scott      | 25 mars 1985      | 3,5      | Galatasaray Istanbul      |
| 11     | Steven Serio    | 8 septembre 1987  | 3.5      | RSV Lahn-Dill             |
| 12     | Jason Nelms     | 11 novembre 1980  | 2.5      | Dallas Wheelchair Maveric |
| 13     | Ian Lynch       | 20 avril 1984     | 1.5      | Santa Lucia Roma          |
| 14     | Paul Schulte    | 5 mars 1979       | 3.0      | Orlando Magic             |
| 15     | Nate Hinze      | 12 juin 1988      | 4.5      | Milwaukee Bucks           |

- Entraîneur en chef :  James Glatch
- Assistant-entraîneurs :   Melvin Juette et Tom Colwell
- Team Manager :   Sherrice Fox
- Physiothérapeute : Michael Carr

## Joueurs marquants du passé
- Pete Acca membre des Pan American Jets et de la première équipe nationale en 1960[5]
- Denver Branum a participé à 3 jeux paralympiques (1968, 1972 et 1976) avec l'équipe nationale[6]
- Albert Campos a participé aux jeux paralympiques de 1988 et à 3 Championnats mondiaux (1986, 1993, 1990)  avec l'équipe nationale[7].
- Carl Cash a participé à 2 jeux paralympiques (1960 et 1964) avec l'équipe nationale[8]
- George Conn membre de la première équipe nationale 1960-1964[9],[10]
- Jack Chase joueur fondateur dans la première ligue NWBT avec les Illinois Gizz Kids (1949-1952) et membre de la première équipe nationale en 1960[11]
- Bill Fairbanks[12]
- Wally Frost[13],[14]
- Jack Gerhardt joueur fondateur de la PVA (championnat des anciens militaires) et de la NWBA, membre de la première équipe nationale en 1960[15]
- Brad Hedrick[16]
- Julius Jiacoppo membre des Pan American Jets et de la première équipe nationale[17]
- William Johnson membre des Pan American Jets et a participé à 3 jeux paralympiques (1960, 1964 et 1968) avec l'équipe nationale[18]
- Bruce Karr a participé à 4 jeux paralympiques (1960 ,1964 ,1968 et 1972) avec l'équipe nationale[19], puis aux compétitions de tennis[20]
- Tim Kazee a  participé à 2 jeux paralympiques (1992 et 1996) et à 3 championnats mondiaux (1990, 1994, 1998) avec l'équipe nationale[21]
- David Kiley a  participé à 6 jeux paralympiques (1976, 1980, 1984, 1988, 1992, 2000) et à 6 championnats mondiaux (1975, 1979, 1983, 1986, 1990, 1998) avec l'équipe nationale[22],[23]
- Marvin Lapicola a  participé aux jeux paralympiques de 1964[24],[25]
- Percy Mabee membre des Pan Am Jets et a participé aux premiers jeux Stoke-Mandeville[26]
- Norman McGee a  participé aux jeux paralympiques de 1972[27]
- Jim Miller a participé aux jeux paralympiques de 1992 et de 1996[28]
- Gary Odorowski a  participé aux jeux paralympiques de 1968, 1972 et 1976[29]
- Ed Owen[30]
- Phil Ramsey membre des Pan Am Jets et a participé aux jeux paralympiques de 1964[31]
- Ariel Roman[32]
- Joseph Sutika a participé aux jeux paralympiques de 1980 avec l'équipe nationale[33]
- Don Vandello a  participé aux jeux paralympiques de 1972 et 1976 avec l'équipe nationale[34]
- Darryl Waller[35],[36]
- Saul Welger membre des Pan American Jets et de la première équipe nationale américaine en 1960. Il a  participé aux jeux paralympiques de 1960 et 1964[37]